# Pielmühle (Moosbach)
Pielmühle ist ein Gemeindeteil des Marktes Moosbach im Oberpfälzer Landkreis Neustadt an der Waldnaab, Bayern.

## Geographische Lage
Pielmühle liegt im Tal des Loisbachs 3,5 km nordöstlich von Moosbach.

## Geschichte
1562 wurde Pielmühle erstmals schriftlich erwähnt.
1566 befand sich Pielmühle im Besitz von Hans Bernecker und ab 1644 im Besitz der Familie Wittmann.
Im Österreichischen Erbfolgekrieg hatte die Gegend um Pielmühle
sehr unter der österreichischen Armee unter Führung von Feldmarschall Franz Leopold von Nádasdy
zu leiden.
Zum Stichtag 23. März 1913 (Osterfest) wurde Pielmühle als Teil der Filiale Burkhardsrieth gehörig zur Pfarrei Pleystein mit einem Haus und sieben Einwohnern aufgeführt.
Am 31. Dezember 1990 hatte Pielmühle vier Einwohner und gehörte zur Expositur Burkhardsrieth der Pfarrei Pleystein.